# Theodore Kaczynski
Theodore John Kaczynski (AFI: [kəˈzɪnski]; Chicago, 22 de mayo de 1942-Durham, 10 de junio de 2023), alias Unabomber, fue un escritor, terrorista, matemático, filósofo y neoludita estadounidense. Es conocido por enviar cartas bomba motivado e influido por su análisis crítico de la sociedad contemporánea y, en especial, de las consecuencias perjudiciales que trajo consigo el desarrollo tecnológico posterior a la Revolución Industrial. Reflejó sus análisis y reflexiones antitecnológicas en un extenso manifiesto bautizado como La sociedad industrial y su futuro.
Nació en Chicago, en el estado de Illinois, y desde una temprana edad demostró excelentes capacidades académicas. Kaczynski se graduó en la Universidad de Harvard y se doctoró en Matemáticas por la de Míchigan. Se convirtió en assistant professor en la Universidad de California en Berkeley a los 25 años, pero dimitió dos años más tarde. En 1971, a los 29 años, se mudó a una cabaña sin luz ni agua corriente en las remotas tierras de Lincoln (Montana), donde empezó a aprender técnicas de supervivencia y a intentar ser autosuficiente. De 1978 a 1995, Kaczynski envió dieciséis bombas a diferentes objetivos, entre los que había universidades y aerolíneas, acabó con la vida de tres personas e hirió a otras veintitrés.
Kaczynski envió una carta al New York Times el 24 de abril de 1995 y prometió «cesar el terrorismo» si ese periódico o el Washington Post publicaban su manifiesto.
El Unabomber fue el objetivo de una de las investigaciones más costosas de la historia del FBI. Antes de conocer la identidad de Kaczynski, el FBI usaba el sobrenombre de UNABOM (acrónimo de University and Airline Bomber, ‘bombardero de universidades y aerolíneas’) para referirse al caso, lo que dio lugar más tarde a que los medios de comunicación se refirieran a él como Unabomber. A pesar de los esfuerzos del FBI, la investigación no dio el resultado que se esperaba. Fue en realidad el hermano de Kaczynski, David, el que reconoció el idiolecto y las ideas expresadas en el manifiesto y se lo hizo saber al FBI. Para evitar la pena de muerte, Kaczynski pactó con la fiscalía declararse culpable a cambio de ocho cadenas perpetuas consecutivas sin posibilidad de libertad condicional.

## Infancia

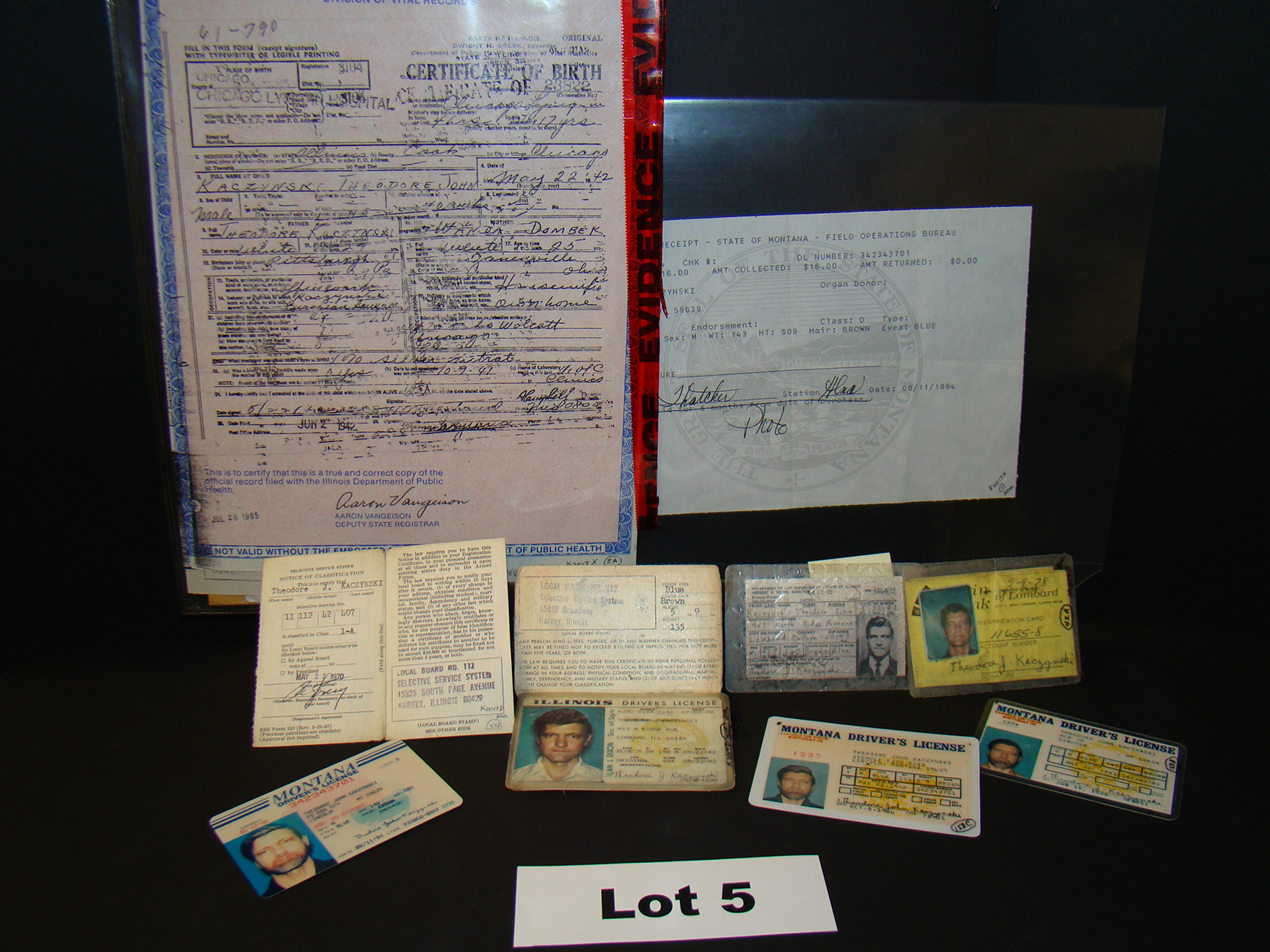
Certificado de nacimiento de Kaczynski y varios de sus permisos de conducir.

Nació el 22 de mayo de 1942 en Chicago (Illinois), formando parte de una familia de la segunda generación de polaco-estadounidenses. Sus padres se llamaban Theodore Richard Kaczynski y Wanda Theresa Dombek. Kaczynski fue al Colegio de Educación Elemental Sherman en Chicago desde primer a cuarto grado. Después se cambió al Colegio Evergreen Park Central para cursar desde quinto a octavo grado. Como consecuencia de los resultados de una prueba de inteligencia llevado a cabo en quinto grado, que demostraban que tenía un cociente intelectual de 167, se le permitió saltarse sexto y asistir directamente a séptimo. Según Kaczynski, este acontecimiento marcó su vida para siempre. Señala no encajar en la clase de los mayores y ser víctima de violencia verbal, bromas pesadas y provocaciones. De niño, Kaczynski tenía miedo de la gente y los edificios, y jugaba con otros niños sin interactuar con ellos. En un momento, su madre estaba tan preocupada por su desarrollo social que consideró ingresarlo en un estudio para niños autistas dirigido por Bruno Bettelheim, pero decidió no hacerlo después de ver sus formas abruptas y frías. 

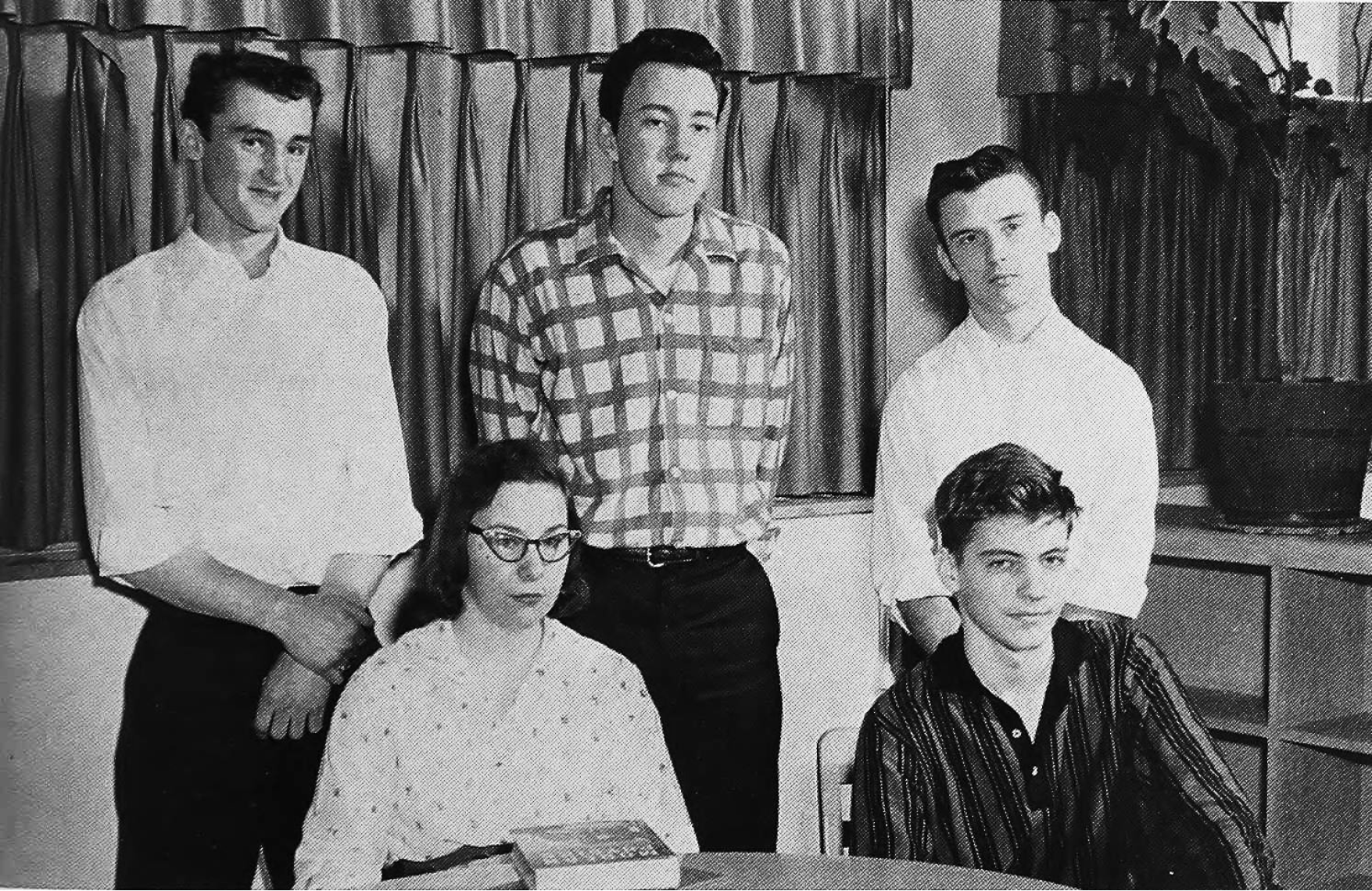
Kaczysnki (abajo a la derecha) con otros finalistas de becas por mérito de su escuela secundaria.

Estudió bachillerato en el Evergreen Park Community High School, donde tuvo buenos resultados académicos. Como las matemáticas de segundo año le eran demasiado fáciles, pasó a una clase de matemáticas más avanzadas. Dominó rápidamente sus estudios a la perfección, por lo que se saltó séptimo grado. Con la ayuda de una escuela de verano de inglés, completó sus estudios de bachillerato dos años antes de lo habitual. Le animaron a solicitar plaza para estudiar en la Universidad de Harvard, donde fue admitido más tarde para comenzar sus estudios superiores en el otoño de 1958 a la temprana edad de 16 años. Durante su estancia en Harvard, Kaczynski recibió clases del afamado profesor de lógica Willard Quine, convirtiéndose en el primero de la clase de Quine con una nota final de 98.9%. También participó varios años en estudios de personalidad llevados a cabo por el Doctor Henry Murray.
A los estudiantes que participaban en el proyecto subvencionado por la CIA que llevaba a cabo el Doctor Murray, el llamado MK Ultra, se les decía que debían discutir sobre filosofía con sus compañeros en el estudio, pero en realidad, estaban siendo sometidos a una prueba de estrés, que consistía en un ataque psicológico prolongado y estresante por parte de un mandado anónimo. Durante la prueba, se amarraba a los estudiantes a una silla y se les conectaba a electrodos que monitorizaban sus respuestas psicológicas, mientras estaban en una sala con focos y un espejo de doble vista. Todo era tanto filmado como grabado en audio, y más tarde se les hacía revivir a los estudiantes el sentimiento de ira impotente volviendo a reproducir sus palabras. Las grabaciones de Kaczynski sugieren que era emocionalmente estable cuando comenzó el estudio. Sus abogados atribuyen parte de su inestabilidad emocional y aversión al control mental a su participación en tal estudio.

## Carrera profesional

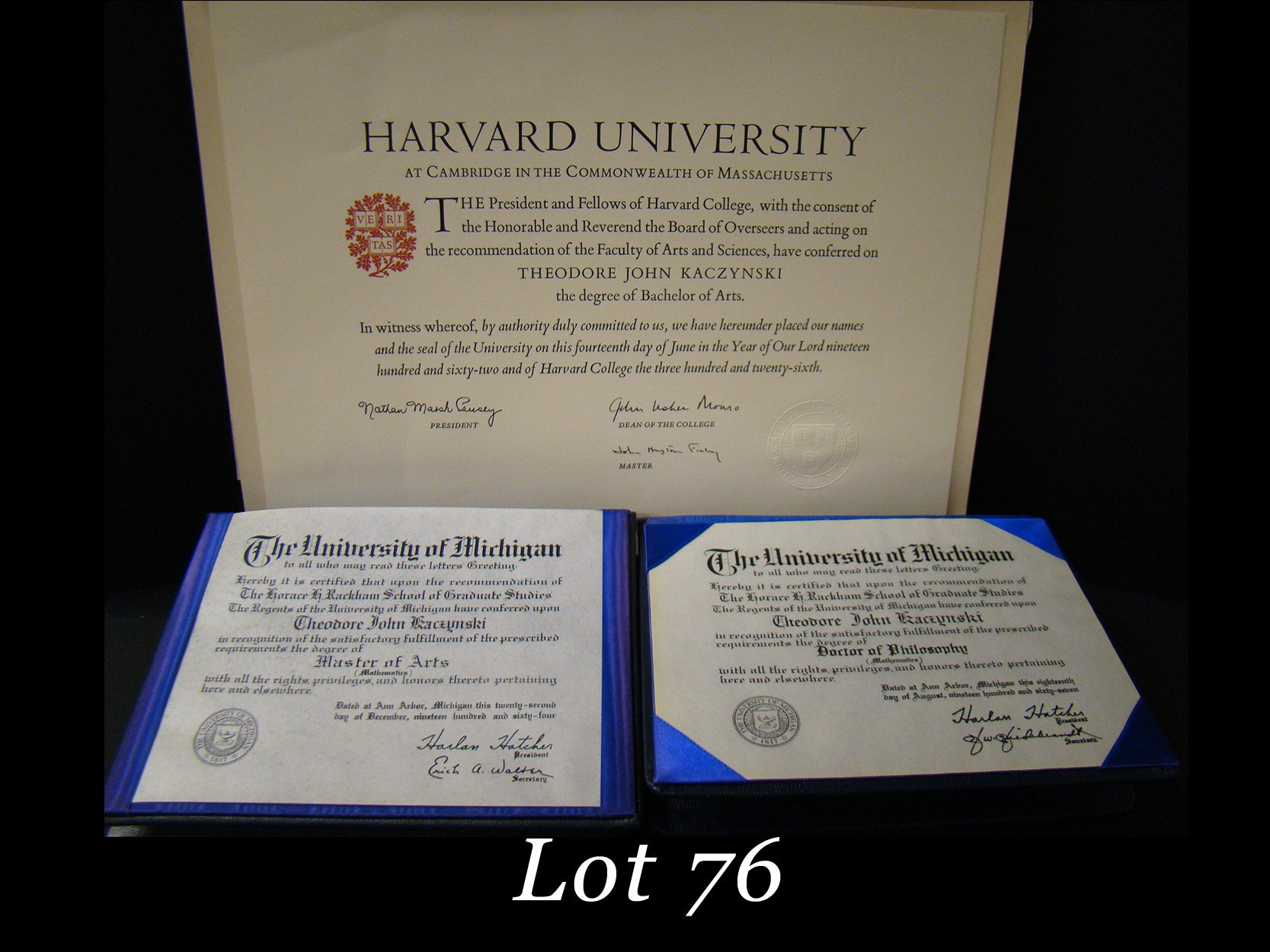
Diplomas de Kaczynski de la Universidad de Harvard y la Universidad de Míchigan

Kaczynski se graduó en la Universidad de Harvard en 1962 y posteriormente se matriculó en la Universidad de Míchigan para realizar un máster y un doctorado en Matemáticas. La especialidad de Kaczynski era una rama del análisis complejo llamada teoría geométrica de funciones. Su tesis doctoral se tituló Boundary Functions («Funciones de frontera»), que ayudó a resolver en menos de un año un problema matemático que uno de sus profesores en Míchigan,  George Piranian, llevaba años trabajando.  Más tarde, Piranian declararía sobre Kaczynski  «no es suficiente decir que era listo». Maxwell Reade, profesor de matemáticas retirado y miembro del comité de disertación de Kaczynski, declaró acerca de su tesis que «es posible que solo unas 10 o 12 personas de todo el país la entendieran o la aprecien». En 1967, Kaczynski ganó el premio de $100 Sumner B. Myers de la Universidad de Míchigan como reconocimiento por su tesis como el mejor trabajo académico en matemáticas del año en esa universidad. Durante su etapa de estudiante graduado en Míchigan, ocupó un cargo en el claustro de la National Science Foundation e impartió clases a estudiantes no licenciados durante tres años. Publicó dos artículos en relación con su disertación en revistas matemáticas, y cuatro más después de dejar Míchigan.

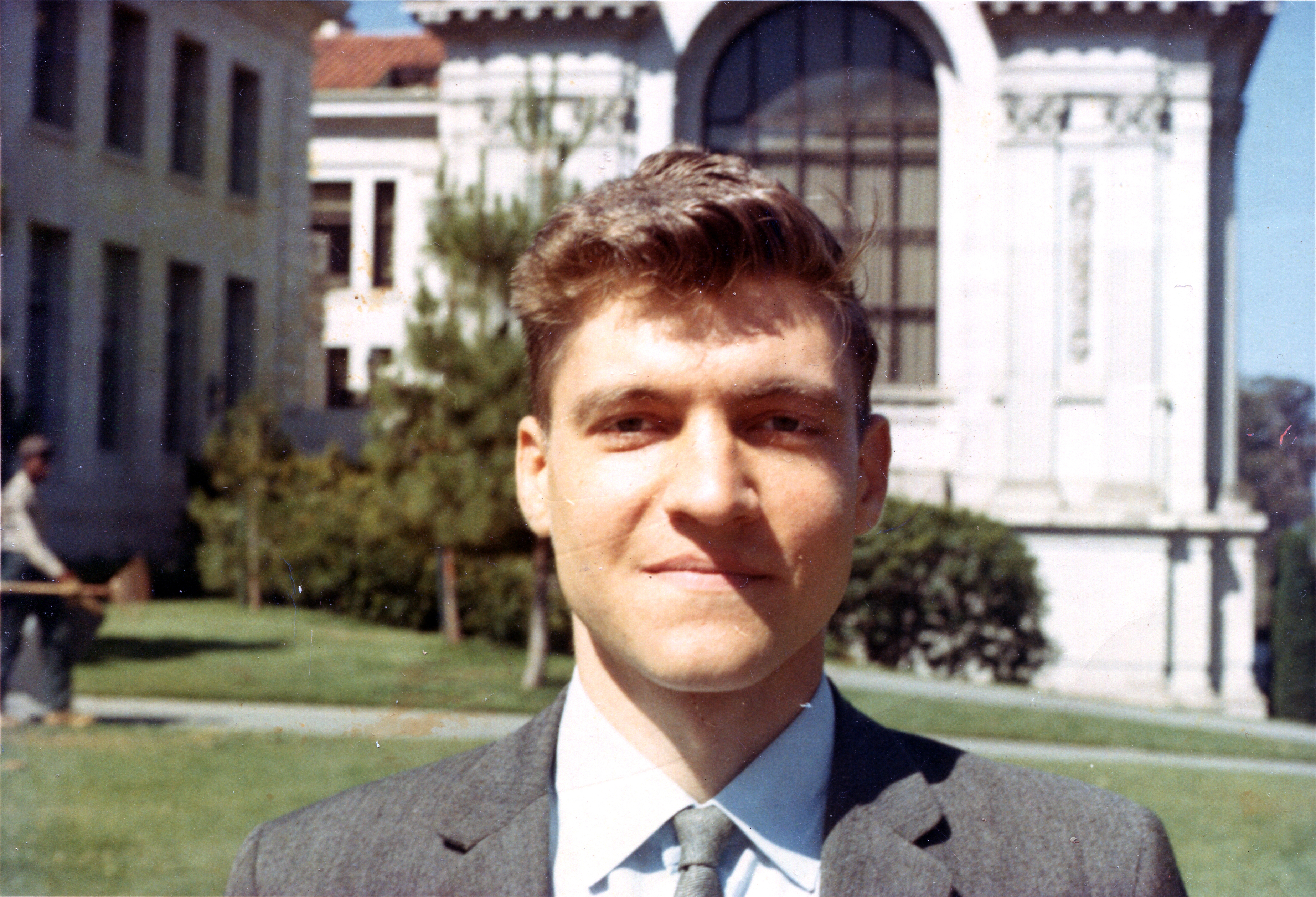
Kaczyski como profesor ayudante en la Universidad de California, Berkely

Obtuvo el puesto de assistant professor (equivalente al de profesor ayudante doctor) de Matemáticas en la Universidad de California, Berkeley en otoño de 1967. Sin embargo, dimitió sin motivo aparente en 1969, con 26 años. El jefe del departamento de Matemáticas, J. W. Addison, dijo que fue algo «repentino e inesperado», mientras que el vicejefe de departamento, Calvin Moore, dijo que dada la impresionante tesis y conjunto de publicaciones de Kaczynski, «podría haber llegado a día de hoy a ser miembro senior de la facultad».

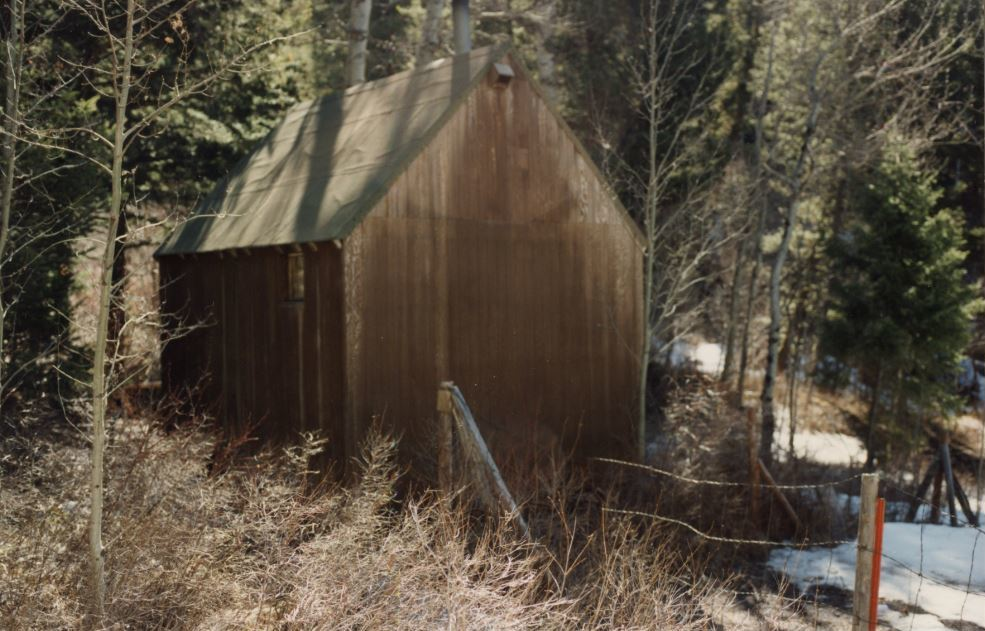
Cabaña donde vivió Kacyznski fotografiada en 1996

En verano de 1969, Kaczynski se mudó a la pequeña residencia de sus padres en Lombard (Illinois). Dos años después, se mudó a una remota cabaña construida por él mismo en medio de Lincoln (Montana), donde vivió una vida sencilla con muy poco dinero, sin electricidad ni agua corriente, y alimentándose de la caza y la recolección y la agricultura ecológica. Kaczynski realizó trabajos ocasionales y recibió apoyo económico por parte de su familia, con el que compró el terreno y, sin el conocimiento de esta, comenzó su campaña de bombas. En 1978, trabajó durante un corto tiempo con su padre y su hermano en una fábrica de gomaespuma.

## Atentados con bombas

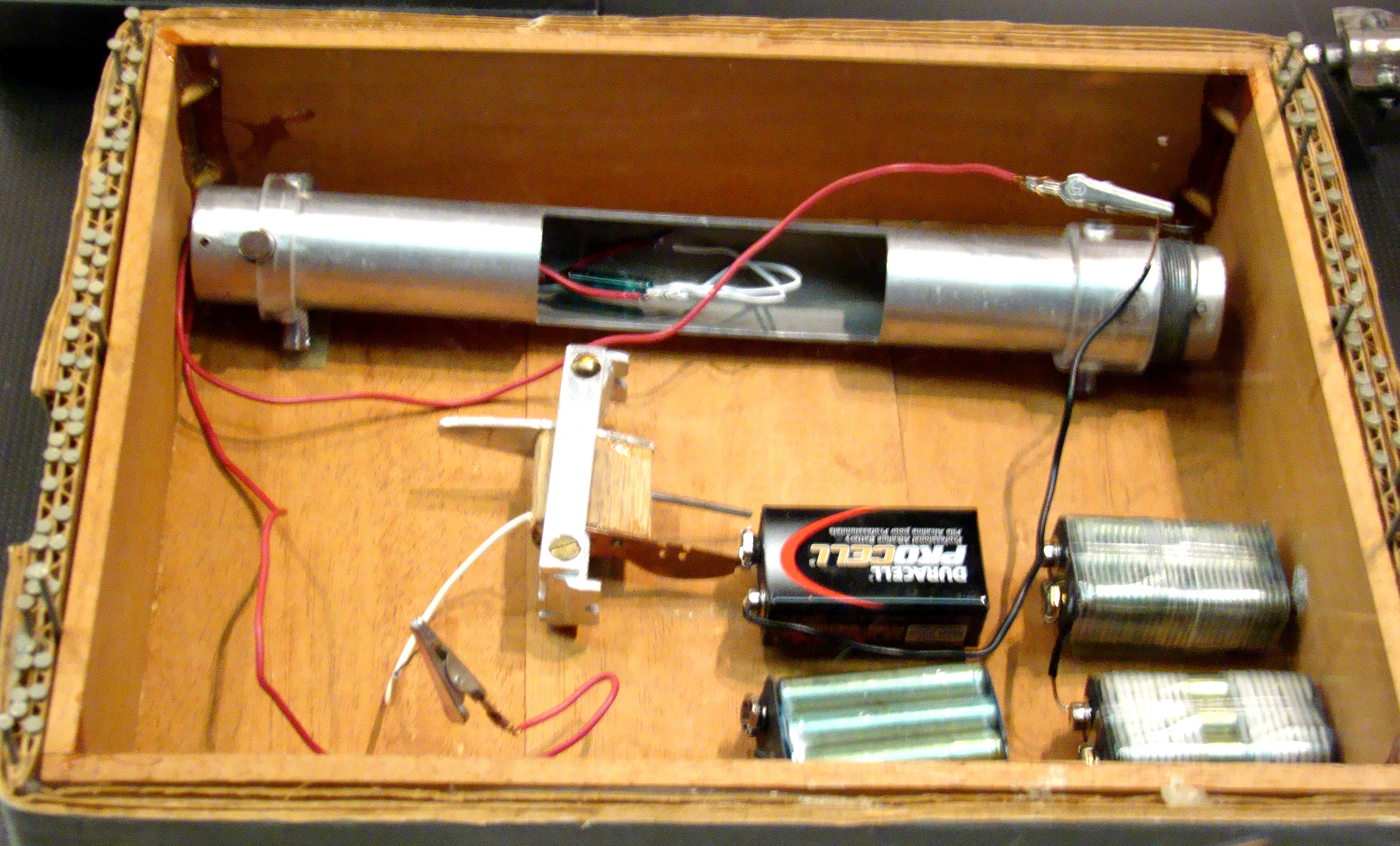
Una reproducción del FBI de una bomba fabricada por el Unabomber expuesta en Newseum en Washington D. C.

### Primeros atentados
La primera carta bomba fue enviada a finales de mayo de 1978 al profesor de Ingeniería de Materiales Buckley Crist, en la Universidad de Northwestern. El paquete se encontró en un aparcamiento de la Universidad de Illinois en Chicago, con el remitente a nombre de Crist. El paquete fue «enviado de vuelta» a Crist (como supuesto remitente). Sin embargo, cuando Crist recibió el paquete, se percató de que la letra de la dirección no era suya. Bajo sospechas, llamó a Terru Marker, policía del campus, quien abrió el paquete, el cual explotó inmediatamente. A pesar de que solo fue levemente herido, su mano izquierda sufrió daños que hicieron necesaria la asistencia médica en el Hospital Evanston.
La bomba estaba hecha de metal, que podría provenir de un taller casero. El principal componente era un conducto de metal, con forma de tubo o cañón, de 25 mm de diámetro 230 mm de largo. La bomba contenía pólvora sin humo, y la caja y bujías que sellaban el extremo del cañón estaban tallados a mano en madera. En comparación, la mayoría de bombas de tubo usan normalmente extremos de metal ensartados, que pueden encontrarse en la mayoría de ferreterías. Los extremos de madera no son lo suficientemente resistentes para permitir una gran cantidad de presión en el tubo, por lo que la explosión que provocó esta primera bomba no causó graves daños. El primitivo accionador que usó la bomba era un clavo, tensado por gomas diseñadas para prender seis cabezas de cerillas en cuanto se abriese la caja. En el momento en que se prendiesen las cerillas se produciría la ignición de la pólvora. Sin embargo, cuando el accionador prendió las cerillas, solo tres comenzaron a arder. Una técnica más eficiente que Kaczynski usó más tarde fue emplear baterías y un pequeño filamento caliente para provocar una ignición de los explosivos más rápida y eficiente.
Al atentado inicial de 1978 le siguieron otros con cartas bomba dirigidas a agentes de aerolíneas, y en 1979 colocó una bomba en el equipaje del vuelo 444 de American Airlines, un Boeing 727 que volaba de Chicago a Washington D. C. La bomba comenzó a humear, forzando al piloto a realizar un aterrizaje de emergencia. Muchos de los pasajeros fueron tratados por inhalación de humo. Un fallo en el mecanismo del temporizador provocó que la bomba no explotara. Las autoridades dijeron que tenía suficiente potencia como para «devastar el avión».

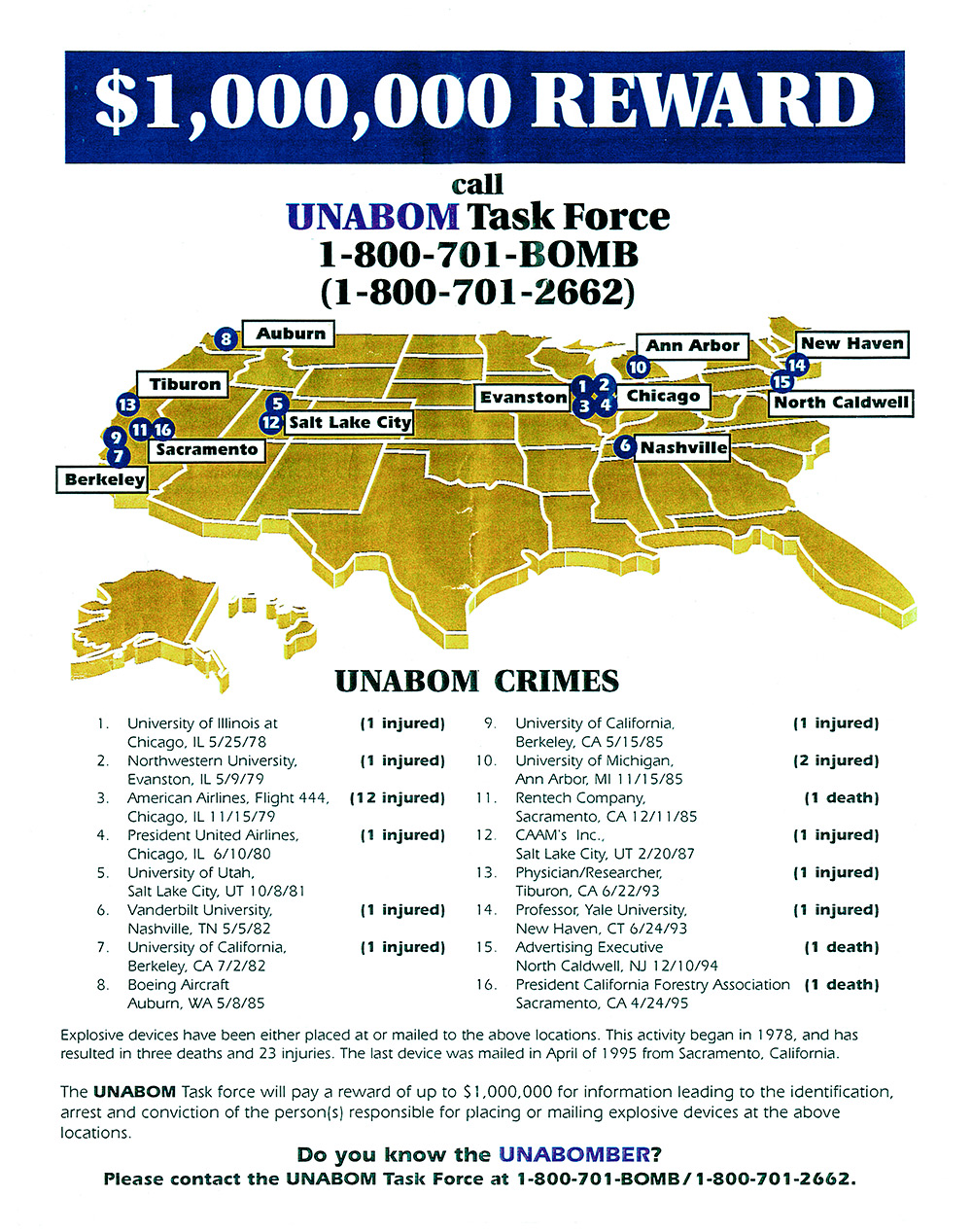
Póster del FBI que ofrecía una recompensa de 1 millón de dólares por información que conduzca a la captura del Unabomber.

Dado que atentar contra un avión es un delito federal en los Estados Unidos, el FBI se hizo cargo del incidente e inventó el nombre UNABOM (University and Airline Bomber). También se llamó al sospechoso Junkyard Bomber, debido al material usado para fabricar las bombas, que era ordinario y poco profesional (junkyard significa «chatarrería»).
En 1980, el agente en jefe John Douglas, al trabajar con los agentes de la Unidad de Análisis del Comportamiento del FBI, emitió un perfil psicológico del terrorista aún sin identificar, en el cual se le describía como un hombre con inteligencia superior a la media y con estudios. Más tarde se cambió el perfil para redefinir al terrorista en cuestión como un neoludita con estudios superiores en ciencias. Sin embargo, este perfil psicológico fue descartado en 1993 en favor de una teoría alternativa desarrollada por analistas del FBI, que se concentraba en las pruebas físicas recogidas de los restos de explosivos. En este perfil se declaraba que el sospechoso era un simple mecánico de aviones.
Se estableció una línea directa en el número 1-800-701-BOMB para recibir cualquier llamada relacionada con la investigación y una recompensa de un millón de dólares para aquel que pudiera dar información que llevase al arresto del Unabomber.
El agente James R. Fitzgerald, criminalista que desarrolló refinadas técnicas de análisis de textos, tuvo un rol importante en la investigación que llevó a su captura y proceso legal.
| Fecha                   | Estado       | Localización                          | Detonación            | Víctimas             | Ocupación de las víctimas                    | Lesiones causadas                                                                                               |
| ----------------------- | ------------ | ------------------------------------- | --------------------- | -------------------- | -------------------------------------------- | --- |
| 25 de mayo de 1978      | Illinois     | Universidad Northwestern              | Sí                    | Terry Marker         | Policía universitario                        | Cortes y quemaduras menores                                                                                     |
| 9 de mayo de 1979       | Illinois     | Universidad Northwestern              | Sí                    | John Harris          | Estudiante de posgrado                       | Cortes y quemaduras menores                                                                                     |
| 15 de noviembre de 1979 | Illinois     | Vuelo 444 de American Airlines        | Sí                    | Doce pasajeros       | Múltiples                                    | Inhalación no letal de humo                                                                                     |
| 10 de junio de 1980     | Illinois     | Lake Forest                           | Sí                    | Percy Wood           | Presidente de United Airlines                | Cortes y quemaduras severas en la mayor parte del cuerpo y de la cara                                           |
| 8 de octubre de 1981    | Utah         | Universidad de Utah                   | Explosivo desactivado | -                    | -                                            | - |
| 5 de mayo de 1982       | Tennesee     | Universidad Vanderbilt                | Sí                    | Janeth Smith         | Secretaria universitaria                     | Quemaduras graves en las manos y heridas de metralla en el cuerpo                                               |
| 2 de julio de 1982      | California   | Universidad de California, Berkeley   | Sí                    | Diogenes Angelakos   | Profesor de Ingeniería                       | Quemaduras y heridas graves de metralla en las manos y la cara                                                  |
| 15 de mayo de 1985      | California   | Universidad de California, Berkeley   | Sí                    | John Hauser          | Estudiante de posgrado                       | Pérdida de cuatro dedos y corte en la arteria del brazo derecho; perdida parcial de la visión del ojo izquierdo |
| 13 de junio de 1985     | Washington   | Sede de The Boeing Company en Aunburn | Explosivo desactivado | -                    | -                                            | - |
| 15 de noviembre de 1985 | Míchigan     | Universidad de Míchigan               | Sí                    | James V. McConnell   | Profesor de Psicología                       | Perdida temporal del oído                                                                                       |
| 15 de noviembre de 1985 | Míchigan     | Universidad de Míchigan               | Sí                    | Nicklaus Suino       | Asistente de investigación                   | Quemaduras y heridas de metralla                                                                                |
| 11 de diciembre de 1985 | California   | Sacramento                            | Sí                    | Hugh Scrutton        | Propietario de una tienda de informática     | Muerte |
| 20 de febrero de 1987   | Utah         | Salt Lake City                        | Sí                    | Gary Wirght          | Propietario de una tienda de informática     | Daño nervioso grave en el brazo izquierdo                                                                       |
| 22 de junio de 1993     | California   | Tiburón                               | Sí                    | Charles Epstein      | Genetista                                    | Daños graves a ambos tímpanos junto con pérdida parcial del oído; pérdida de tres dedos                         |
| 24 de junio de 1993     | Connecticut  | Universidad Yale                      | Sí                    | David Galernter      | Profesor de Informática                      | Quemaduras y heridas de metralla; heridas en el ojo derecho y pérdida de movilidad en la mano derecha           |
| 10 de diciembre de 1994 | Nueva Jersey | North Caldwell                        | Sí                    | Thomas J. Mosser     | Ejecutivo de publicidad en Burson-Marsteller | Muerte |
| 24 de abril de 1995     | California   | Sacramento                            | Sí                    | Gilbert Brent Murray | Cabildero del sector maderero                | Muerte |

### Detención
En 1995, Unabomber había enviado al periódico The New York Times una carta en el que hacía públicas sus quejas hacia las nuevas tecnologías y había pedido la publicación de un artículo largo a cambio de no enviar más bombas. Estuvieron dudando unos meses sobre su publicación, ya que no creían en su promesa de parar sus envíos, aunque dedujeron que hicieran lo que hicieran las bombas proseguirían y que, al hacer público un documento escrito por él, alguien podría identificarle.

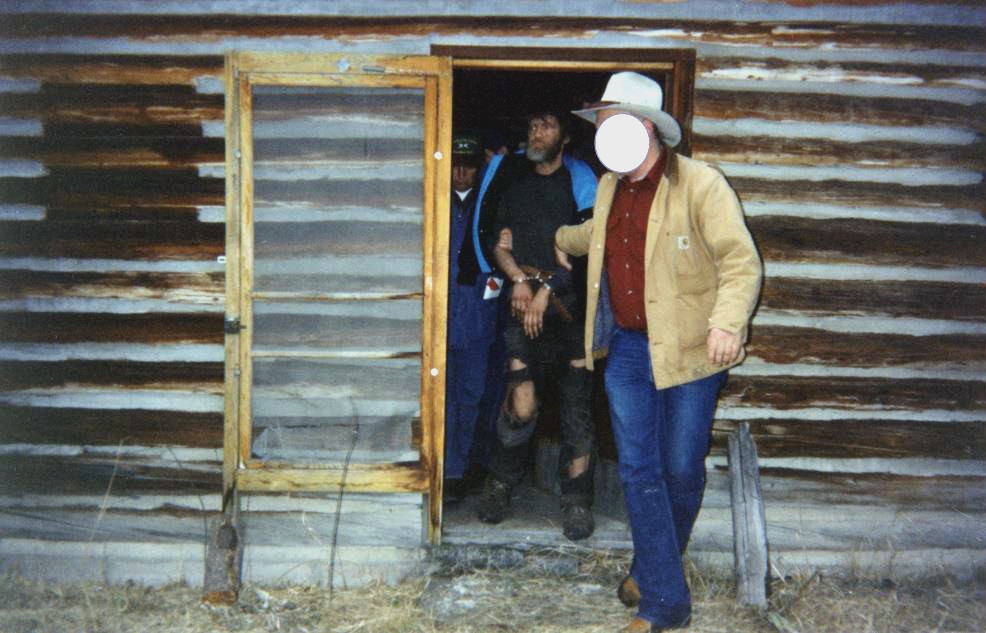
Arresto de Kaczynski

Recibieron miles de llamadas de personas que creían conocer a Unabomber y tenían miles de sospechosos. El hermano de Kaczynski, David Kaczynski lo reconoció en este documento, entre otras cosas, por una frase clave: «No puedes comerte la tarta y seguir teniéndola», la cual era típica de su hermano, aunque no podía creer que fuera un asesino. Investigó el documento y las cartas enviadas y alertó a los policías. Cuando investigaron a este sospechoso se percataron de que había una probabilidad de que fuera él, por lo que pidieron a su hermano que señalara en un mapa el lugar donde se encontraba su cabaña. Lo detuvieron el 3 de abril de 1996 y al comprobar las pertenencias que había en la cabaña dedujeron que los actos habían sido premeditados. También encontraron su diario y un cuaderno de notas en el cual se describía la fabricación de sus bombas. 

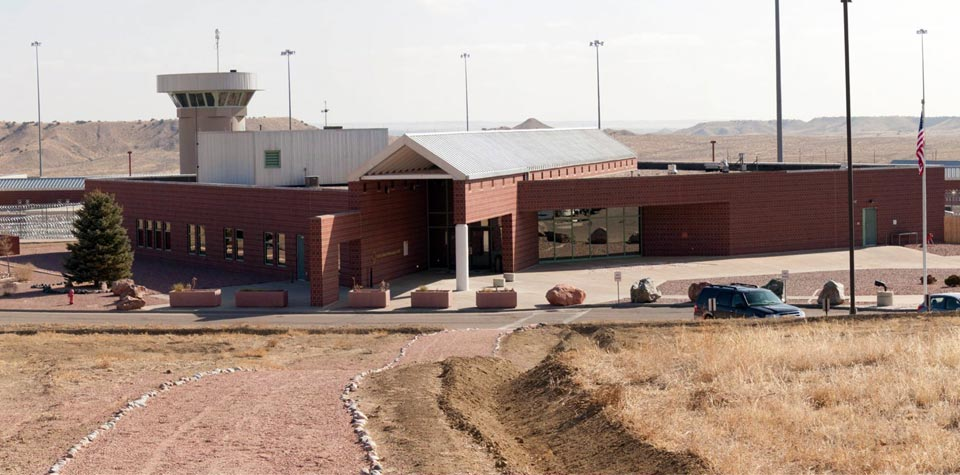
La prisión federal ADX Florence, de máxima seguridad.

Kaczynski fue encarcelado en ADX Florence, cárcel federal de máxima seguridad ubicada en el Estado de Colorado que tiene el número de la Agencia Federal de Prisiones 04475–046.

## El manifiesto

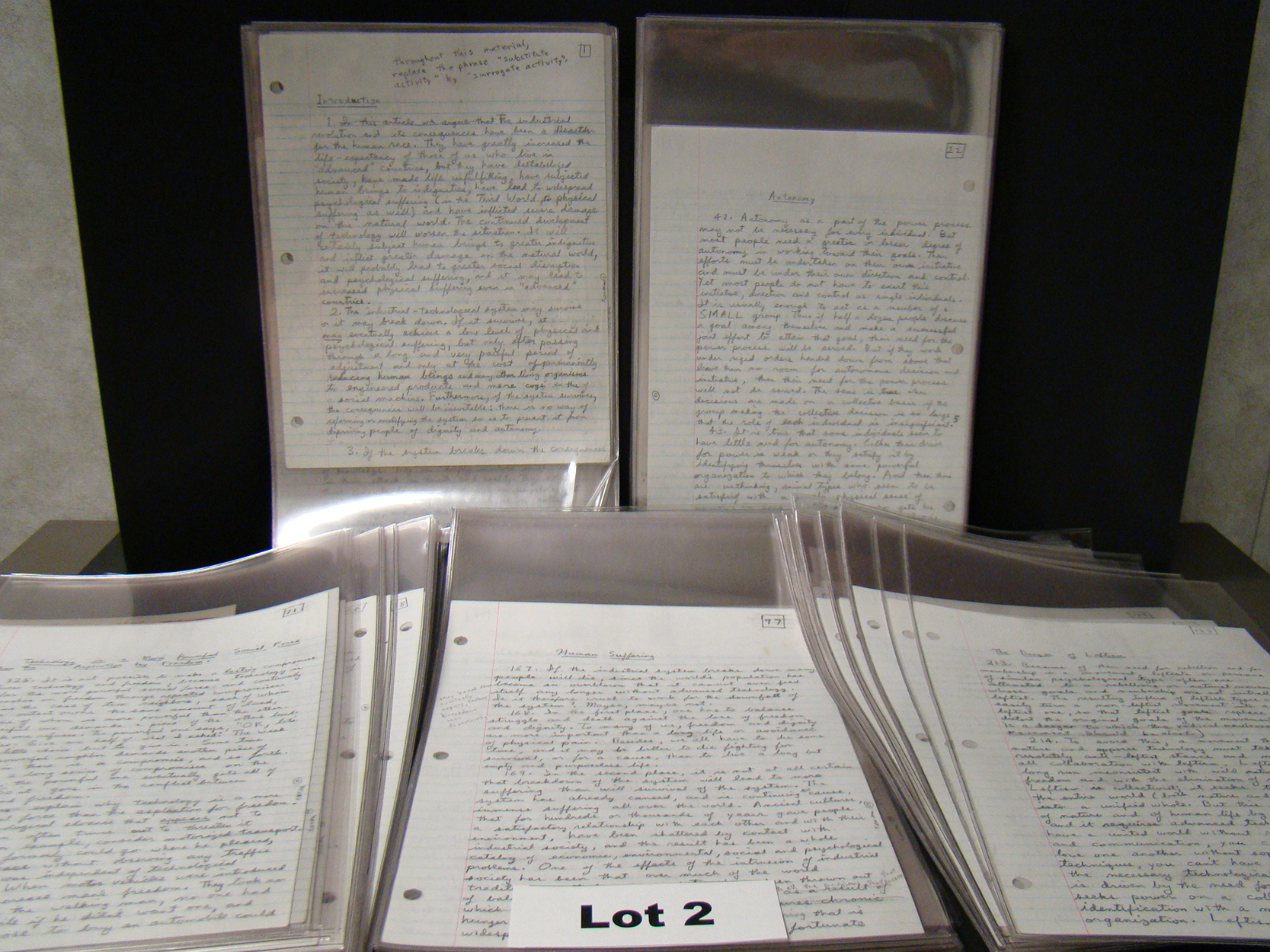
Borrador del manifiesto de La sociedad industrial y su futuro

Aquel artículo largo que Unabomber ofreció a The New York Times fue finalmente publicado el 19 de septiembre de 1995, tanto por The New York Times como por The Washington Post. Llevaba por título La sociedad industrial y su futuro, aunque es conocido popularmente como El manifiesto de Unabomber. Este escrito llama a una revolución mundial contra las consecuencias de la sociedad moderna, denominada en el manifiesto "sistema tecno-industrial". Argumenta que la "Revolución Industrial y sus consecuencias han supuesto un desastre para la humanidad", en parte porque el sistema tecnoindustrial "tiene que obligar a la gente a comportarse de un modo que está cada vez más alejado de los patrones naturales de la conducta humana". Esto provoca, según el manifiesto, trastornos psicológicos ejemplificados por el izquierdismo. Con este término, Unabomber hace referencia a las personas "sobresocializadas" que reprimen sus inclinaciones naturales y se avergüenzan cuando su forma de comportarse o hablar son contrarios a las expectativas de la sociedad, lo que las lleva a rebelarse contra la sociedad, paradójicamente. Un izquierdista "toma un principio moral establecido, lo adopta como propio y, entonces, acusa a la sociedad convencional de violar dicho principio", poniendo el manifiesto de ejemplos de esos principios morales a la igualdad, la ayuda a los pobres, la paz o el rechazo del maltrato a los animales. La sociedad industrial y su futuro postula la existencia de una necesidad humana (probablemente de origen biológico) de experimentar lo que llama el “proceso de poder” que consta de cuatro elementos: meta, esfuerzo, consecución de la meta y autonomía. Sugiere además que en sociedades primitivas este proceso se experimentaba mejor que en la sociedad tecnoindustrial en la cual las metas vitales son sustituidas paulatinamente por metas artificiales que no satisfacen el proceso de poder. Por otra parte, Unabomber argumenta que la libertad se ve cada vez más amenazada y limitada por el desarrollo de la sociedad tecnoindustrial y por ello defiende la necesidad de una revolución contra ella.

## Vida en prisión
Una vez en la penitenciaría de máxima seguridad de Colorado, desarrolló una enorme actividad epistolar, gran parte de la cual gira en torno a las ideas de su manifiesto. La mayoría de su correspondencia con más de 400 personas está depositada en la Universidad de Míchigan (The Labadie Collection), donde también están guardados nuevos escritos de Kaczynski. Estos escritos han dado lugar a diferentes recopilaciones publicadas en varios idiomas, como Textos de Ted Kaczynski,Colpisci dove più nuoce: scritti di T. J. Kaczynski,L'effondrement du systéme technologique,The road to revolution: the complete & authorized Unabomber, o Technological slavery: the collected writings of Theodore J. Kaczynski, a.k.a. "The Unabomber". Kaczynski fue trasladado debido a problemas de salud a la prisión FMC Butner, el 14 de diciembre de 2021.
Fue hallado muerto en su celda el 10 de junio de 2023, aparentemente por suicidio.

## En la cultura popular
Unabomber es una referencia habitual en la cultura popular, sobre todo estadounidense. Por ello, es normal que sea mencionado o sea fuente de inspiración en series de televisión como Caso Abierto, NCIS, House M.D. o Numb3rs. Algunas otras referencias se dan a continuación:
- Se le menciona en el capítulo final de Breaking Bad (Felina), cuando Marie le comenta a Skyler que su esposo fue visto en su antigua casa saludando a su vecina, dijo que se le veía como el Unabomber.
- En 1996 se realizó en Estados Unidos el telefilme titulado Unabomber: The True Story (Unabomber: La verdadera historia en España), dirigido por Jon Purdy y con guion de John McGreevey. Tobin Bell encarnó al protagonista.[39]
- Es el tema central de la serie "Manhunt: Unabomber" (2017), donde se trata el polémico caso investigado por el FBI, la vida de Ted Kaczynski y su captor, el agente Fitzgerald.
- En la miniserie documental "Murder Made Me Famous" (2018), el personaje de Unabomber recibió un capítulo en el tercer episodio de la cuarta temporada, dirigido por William Kaufman.
- En la película "El indomable Will Hunting" de Gus Van Sant, el psicólogo interpretado por Robin Williams cuando discute con el profesor Lambeau alude a que el cociente intelectual no determina lo que aportará una persona a la sociedad.
- En las series de anime dirigidas por Shin'ichirō Watanabe, Cowboy Bebop y Zankyō no Terror, hay referencias a él.[40][41]
- Thomas Munk, personaje de la novela El camino de Ida, de Ricardo Piglia, está inspirado en Ted Kaczynski.
- En la película Fun with Dick and Jane, mientras Dick se prepara para el primer asalto, su esposa Jane le dice que "parece el unabomber" debido a su apariencia.
- Su imagen de detenido en 1996 se usa frecuentemente para memes de internet.
- El estribillo de la canción Apocalipsis Virtual del artista Depresión Sonora trata sobre los actos de Unabomber.[42]
- En la película "Shoot Em' Up" el protagonista, Mr. Smith asegura que él es el Unabomber.
- El comodin "card sharp" del videojuego de cartas "Balatro" hace referencia a uno de los multiples sketchs policiales hechos hacia el.

Adicionalmente, Luigi Mangione, el hombre al que la policía identificó el 9 de diciembre de 2024 como “persona de gran interés” en el asesinato de Brian Thompson, director ejecutivo de UnitedHealthcare, dejo escrita una reseña del manifiesto de Kaczynski en el sitio web Goodreads, en donde declaraba que “Es fácil tacharlo rápida e irreflexivamente de manifiesto de un lunático, para evitar enfrentarse a algunos de los incómodos problemas que identifica” (...) “Pero es sencillamente imposible ignorar lo clarividentes que resultaron muchas de sus predicciones sobre la sociedad moderna”.
Y añadió: “Fue un individuo violento —encarcelado con razón— que mutiló a personas inocentes. Aunque estas acciones tienden a ser caracterizadas como las de un loco opositor de la tecnología, sin embargo, se ven más exactamente como las de un revolucionario político extremo”.